# 挑戦的行動
挑戦的行動（ちょうせんてきこうどう、英: Challenging behaviour）とは、「本人または周囲の身体的安全を危険に晒したり、一般的なコミュニティ施設の利用について喫緊に制限・拒否されるほどの強度・頻度・期間がある、文化的に非常識な行動」である。「通常我々は、当人のそのサービスに対しての行為は、かなりの間続くと考えている。その深刻な挑戦的な行動は、過渡的なものではない」と定義されている。
挑戦的行動は、とりわけ学習障害者、認知症患者、その他精神疾患者、後天的頭部外傷、児童に多く見られるが、しかし全ての人で起こり得る。

## 分類
挑戦的行動には、次のものが一般的である。
- 自己破壊行為 - 自らを叩く、頭突き、噛み付き、引っ掻き、リストカット、抜毛症など
- 攻撃行動 - 他人を叩く、頭突き、引っ掻き、叩き割り、噛み付き、殴る、蹴るなどの暴力行為や暴言、ハラスメント行為など
- 不適切な性的行動 - 公然自慰など
- 財産の侵害 - 物を破壊する、盗むなど
- 常同行動 - 反復揺動、反響言語など

## 原因
挑戦的行動の原因には多様な要素が考えられ、以下が挙げられている。
- 生物学的 - 痛み、薬、感覚刺激の欲求
- 社会的 - 退屈、社会的関係の模索、何かのコントロール必要性(コントロールフリーク)　、コミュニティ規範についての知識欠如、スタッフやサービス係の無反応に対して
- 環境的 - ノイズや光などの身体的要因、欲してるモノや活動に対してのアクセス獲得
- 心理的 - 疎外感、孤独感、切り捨て感、レッテル、ディスエンパワーメント[3]、人々の負の期待

学習障害と挑戦的行動は相関性があり、障害が重いほど一般的であり、有病率は5-15%ほどであった。これらの児童は虐待を受けていることが一般的である。
挑戦的行動は、単にコミュニケーションの手段でもある。言語や語彙のスキル(社会技能)が十分でない対象者は行動で意思を伝えようとしている。周りにサービスや他の人が作り出す困難な環境への反応であり、不満を伝える方法である。多くの場合、対象者の「挑戦的行動」によって欲求は満たされる。その経験から目的達成の手段として学習される
。
周りの人達は､同じ目的を達成するために、対象者に新しい行動(挑戦的行動以外の)を教えることは可能である。

## 行動反応サイクル
挑戦的行動は以下のサイクルで発生すると確認されている。
- Trigger(トリガー・きっかけ)
- Escalation(エスカレーション・深刻化)
- Crisis(クライシス・危機)
- Recovery(リカバリー・回復)

このサイクルの分析によって、トリガーを最小化したり、もっと適切なトリガーへの反応方法や、行動がもたらす結果の予測方法を教わるなど、もっと適切な反応方法をアドバイスする戦略の基礎となる。行動分析、オペラント条件づけ、ポジティブ行動支援などの行動戦略では、類似したアプローチで挑戦的行動を分析し記録する。最近ではEidetic Model of Growth (EMG) が有望な結果とされている。